# Конвой UC 1
Конвой UC 1 (англ. Convoy UC 1) — атлантичний конвой у кількості 35 транспортних суден, що у супроводженні військових кораблів Королівського флоту та ВМС США прямував з Британських островів до Кюрасао. Конвой був атакований вовчою зграєю німецьких підводних човнів у центральній частині Атлантичного океану і три судна були потоплені та ще чотири пошкоджені внаслідок атак.

## Історія
15 лютого 1943 року судна конвою UC 1, що переважно складалися з порожніх танкерів, наповнених баластом, вирушили з Ліверпуля і зустрілися із 42-ю британською групою ескортних сил, що складалася з шлюпів «Вестон», «Фолкстон», «Голстон» і «Тотленд», фрегатів «Екс» і «Несс», та американською групою супроводження з чотирма есмінцями «Чарльз Г'юз», «Гілларі Джонс», «Медісон» і «Лансдаун».
На шлях руху транспортного конвою, згідно з повідомленням про спостереження U-522, було виявлено конвой союзників і відповідно залучено до атаки «вовчу зграю» «Рошен», а також окремі патрульні човни U-382 та U-569. U-522 атакував вранці 23-го та потопив один танкер. Однак незабаром його потоплено внаслідок контратаки «Тотланда».
Увечері U-382 пошкодив один танкер, а U-202 потопив ще один, а вночі пошкоджує ще два. U-558 потопив один з танкерів, пошкоджених U-202. U-504 та U-569 атакували безуспішно.
Наступної ночі U-66 та U-521 атакували, але також безуспішно. U-66 та U-107 потопили по одному судну.
Танкери, що вціліли, прибули до Кюрасао 6 березня, а вантажні судна вирушили до пунктів призначення в Південній Африці та Індійському океані.

## Кораблі та судна конвою UC 1

### Транспортні судна
Позначення
| Назва                    | Прапор          | Тоннаж (GRT) | Прим.                                                                       |
| ------------------------ | --------------- | ------------ | --------------------------------------------------------------------------- |
| Athelprincess (1929)     | Велика Британія | 8 882        | танкер; 23 лютого затоплений U-522                                          |
| Athelregent (1930)       | Велика Британія | 8 881        | танкер; судно комодора конвою                                               |
| Bardistan (1942)         | Велика Британія | 7 264        |                                                                             |
| Blommersdijk (1922)      | Нідерланди      | 6855         |                                                                             |
| British Fortitude (1937) | Велика Британія | 8482         | судно віцекомодора конвою; 23 лютого пошкоджений U-202                      |
| Cape Hawke (1941)        | Велика Британія | 5 081        | відстав від конвою                                                          |
| City of Durban (1921)    | Велика Британія | 5 945        | до Бомбею                                                                   |
| Clan MacNeil (1922)      | Велика Британія | 6 111        |                                                                             |
| Clan Murdoch (1919)      | Велика Британія | 5 950        |                                                                             |
| Clavella (1939)          | Нідерланди      | 8 097        |                                                                             |
| Cornish City (1936)      | Велика Британія | 4 952        |                                                                             |
| Custodian (1928)         | Велика Британія | 5 881        |                                                                             |
| Cymbula (1938)           | Велика Британія | 8 082        |                                                                             |
| Delius (1937)            | Велика Британія | 6 065        |                                                                             |
| Eclipse (1931)           | Велика Британія | 9 767        |                                                                             |
| Empire Castle (1943)     | Велика Британія | 7 356        |                                                                             |
| Empire Marvell (1941)    | Велика Британія | 9 812        |                                                                             |
| Empire Norseman (1942)   | Велика Британія | 9 811        | танкер; 23 лютого пошкоджений U-382, згодом U-202 — і нарешті добитий U-558 |
| Esso Baton Rouge (1938)  | США             | 7 989        | танкер; 23 лютого потоплений U-202                                          |
| Fort Wedderburn (1942)   | Велика Британія | 7 134        | повернулося                                                                 |
| Gulfpoint (1920)         | США             | 6 972        |                                                                             |
| Kaia Knudsen (1931)      | Норвегія        | 9 063        |                                                                             |
| Kaimata (1931)           | Велика Британія | 5 269        |                                                                             |
| Maaskerk (1929)          | Нідерланди      | 4452         |                                                                             |
| Malakand (1919)          | Велика Британія | 7 649        |                                                                             |
| Martand (1925)           | Велика Британія | 7 967        |                                                                             |
| Mobilgas (1937)          | США             | 9 925        |                                                                             |
| Murena (1931)            | Нідерланди      | 8 252        | 23 лютого пошкоджений U-202                                                 |
| Saintonge (1936)         | Велика Британія | 9386         |                                                                             |
| San Adolfo (1935)        | Велика Британія | 7 365        | танкер-заправник конвою                                                     |
| San Ambrosio (1935)      | Велика Британія | 7 410        |                                                                             |
| Sembilangan (1923)       | Нідерланди      | 4 990        | повернулося                                                                 |
| Tide Water (1930)        | США             | 8 886        |                                                                             |
| Tijuca (1926)            | Норвегія        | 5 498        |                                                                             |
| Vinga (1927)             | Норвегія        | 7321         |                                                                             |

### Кораблі ескорту
| Назва           | Прапор                                  | Тип корабля                          | Прим.                 |
| --------------- | --------------------------------------- | ------------------------------------ | --------------------- |
| «Бредфорд»      | Військово-морські сили Великої Британії | ескадрений міноносець типу «Клемсон» | 15-16 лютого          |
| «Екс»           | Військово-морські сили Великої Британії | фрегат типу «Рівер»                  | 15 лютого — 6 березня |
| «Голстон»       | Військово-морські сили Великої Британії | шлюп типу «Банфф»                    | 15 лютого — 6 березня |
| «Фолкстон»      | Військово-морські сили Великої Британії | шлюп типу «Гастінгс»                 | 15 лютого — 6 березня |
| «Несс»          | Військово-морські сили Великої Британії | фрегат типу «Рівер»                  | 15 лютого — 6 березня |
| «Чарльз Г'юз»   | Військово-морські сили США              | ескадрений міноносець типу «Бенсон»  | 15 лютого — 6 березня |
| «Гілларі Джонс» | Військово-морські сили США              | ескадрений міноносець типу «Бенсон»  | 15 лютого — 6 березня |
| «Лансдаун»      | Військово-морські сили США              | ескадрений міноносець типу «Глівз»   | 15 лютого — 6 березня |
| «Медісон»       | Військово-морські сили США              | ескадрений міноносець типу «Бенсон»  | 15 лютого — 6 березня |
| «Вестон»        | Військово-морські сили Великої Британії | шлюп типу «Шоргам»                   | 15 лютого — 6 березня |

## Підводні човни, що брали участь в атаці на конвой
| Назва                          | Тип                            | Командир                                  | Результати атаки                                                                           |                                |
| Вовча зграя «Рошен» (8 човнів) | Вовча зграя «Рошен» (8 човнів) | Вовча зграя «Рошен» (8 човнів)            | Вовча зграя «Рошен» (8 човнів)                                                             | Вовча зграя «Рошен» (8 човнів) |
| ------------------------------ | ------------------------------ | ----------------------------------------- | ------------------------------------------------------------------------------------------ | ------------------------------ |
| U-43                           | типу IXA                       | оберлейтенант-цур-зее Ганс-Йоахім Швантке | не здобув перемоги                                                                         |                                |
| U-66                           | типу IXC                       | капітан-лейтенант Фрідріх Маркворт        | не здобув перемоги                                                                         |                                |
| U-87                           | типу VIIB                      | капітан-лейтенант Йоахім Бергер           | не здобув перемоги                                                                         |                                |
| U-202                          | типу VIIC                      | капітан-лейтенант Гюнтер Позер            | 23 лютого потопив Esso Baton Rouge та пошкодив Murena, British Fortitude і Empire Norseman |                                |
| U-218                          | типу VIID                      | капітан-лейтенант Ріхард Бекер            | не здобув перемоги                                                                         |                                |
| U-504                          | типу IXC                       | капітан-лейтенант Вільгельм Луїс          | не здобув перемоги                                                                         |                                |
| U-521                          | типу IXC                       | капітан-лейтенант Клаус Баргштен          | не здобув перемоги                                                                         |                                |
| U-558                          | типу VIIC                      | капітан-лейтенант Гюнтер Крех             | 23 лютого потопив пошкоджений Empire Norseman                                              |                                |
| Додаткова група (3 човни)      |                                |                                           |                                                                                            |                                |
| U-382                          | типу VIIC                      | капітан-лейтенант Герберт Юлі             | 23 лютого пошкодив Empire Norseman                                                         |                                |
| U-522                          | типу IXC                       | капітан-лейтенант Герберт Шнайдер         | 23 лютого потопив Athelprincess; того ж дня потоплений шлюпом «Тотленд»                    |                                |
| U-569                          | типу VIIC                      | оберлейтенант-цур-зее Ганс Йоганнсен      | не здобув перемоги                                                                         |                                |